# Yuko Takahashi
Yuko Takahashi –en japonés, 高橋 侑子, Takahashi Yuko– (27 de agosto de 1991) es una deportista japonesa que compite en triatlón.
Ganó cuatro medallas de oro en los Juegos Asiáticos, en los años 2018 y 2022, y cinco medallas de oro en el Campeonato Asiático de Triatlón entre los años 2017 y 2024.

## Palmarés internacional
| Juegos Asiáticos    | Juegos Asiáticos      | Juegos Asiáticos | Juegos Asiáticos |
| Año                 | Lugar                 | Medalla          | Prueba           |
| ------------------- | --------------------- | ---------------- | ---------------- |
| 2018                | Palembang (Indonesia) | Medalla de oro   | Individual       |
| 2018                | Palembang (Indonesia) | Medalla de oro   | Relevo mixto     |
| 2022                | Hangzhou (China)      | Medalla de oro   | Individual       |
| 2022                | Hangzhou (China)      | Medalla de oro   | Relevo mixto     |
| Campeonato Asiático |                       |                  |                  |
| Año                 | Lugar                 | Medalla          | Prueba           |
| 2017                | Palembang (Indonesia) | Medalla de oro   | Individual       |
| 2017                | Palembang (Indonesia) | Medalla de oro   | Relevo mixto     |
| 2022                | Aktau (Kazajistán)    | Medalla de oro   | Individual       |
| 2022                | Aktau (Kazajistán)    | Medalla de oro   | Relevo mixto     |
| 2024                | Hatsukaichi (Japón)   | Medalla de oro   | Individual       |